# Scramblase
Une scramblase est une protéine membranaire responsable de la translocation des phospholipides entre les deux feuillets de la bicouche lipidique d'une membrane cellulaire,,. Le feuillet interne de la bicouche lipidique, qui fait face au cytoplasme, contient des amino-phospholipides chargés négativement et des phosphatidyléthanolamines ; le feuillet externe, qui fait face au milieu extracellulaire, contient des phosphatidylcholines et des sphingomyélines : les scramblases favorisent l'échange des phospholipides chargés négativement entre les deux feuillets de la bicouche lipidique. Leur activité dépend de la présence d'ions calcium Ca2+.
Chez l'homme, les scramblases de phospholipides (PLSCR) forment une famille de cinq protéines homologues appelées hPLSCR1 à hPLSCR5. Elles sont distinctes à la fois des flippases et des floppases, ces protéines formant, avec les scramblases, trois groupes différents d'enzymes de transport de phospholipides. Les scramblases hPLSCR1, hPLSCR3 et hPLSCR4 sont exprimées dans une grande variété de tissus, tandis que la scramblase hPLSCR2 est limitée aux testicules. La scramblase hPLSCR4 n'est pas exprimée dans les  lymphocytes du sang périphérique (en) (lymphocytes B, NK et T), et la scramblase hPLSCR3 n'a pas été détectée dans le cerveau. L'importance fonctionnelle de cette expression différenciée n'est cependant pas encore comprise. La scramblase hPLSCR5 a été identifiée à travers son gène et son ARN messager, mais l'observation de la protéine correspondante n'a pas été publiée dans la littérature.

## Structure et fonction physiologique
Les cramblases contiennent une région conservée présentant un tonneau β à 12 brins entourant une hélice α centrale. Cette structure est semblable à celle de la protéine tubby (en). Toutes les scramblases contiennent un domaine de liaison à l'ion Ca2+ de type main EF qui joue probablement un rôle dans l'activation de l'enzyme par le calcium. En revanche, l'activité des scramblases ne requiert pas d'énergie, ce qui signifie qu'elle ne nécessite pas l'hydrolyse concomitante de molécules d'ATP.
L'activité enzymatique des scramblases dépend de la concentration en calcium à l'intérieur de la cellule. Dans les conditions normales, cette concentration est très faible, de sorte que les scramblases sont peu actives. La redistribution des phospholipides est déclenchée par l'augmentation du taux de calcium cytosolique et semble dépendre de l'activité des scramblases, aboutissant en une distribution symétrique des phospholipides chargés négativement entre les deux feuillets de la bicouche lipidique.
Les scramblases sont des protéines riches en proline ayant de surcroît de nombreux groupes fonctionnels sulfhydryle –SH de résidus de cystéine, lesquels sont enclins à être modifiés. L'oxydation, la nitrosylation et le blocage de ces groupes sulfhydryle augmentent l'activité enzymatique des scramblases. Les patients atteints de drépanocytose présentent un fraction de leurs érythrocytes avec une augmentation aberrante de l'exposition de phosphatidylsérines à leur surface. Dans la mesure où les érythrocytes de ces patients sont exposés à un stress oxydant accru, il est probable que l'activité accrue des scramblases joue un rôle dans l'étiologie de la maladie, du moins dans un modèle animal,.
De surcroît, il est bien connu que les dérivés réactifs de l'oxygène et les flux de Ca2+ intracellulaire altèrent les mitochondries au début de l'apoptose. Les modifications de groupes sulfhydryle sur les scramblases hPLSCR3 des mitochondries lors de l'apoptose pourraient être un mode de régulation déterminant pour déclencher les processus d'apoptose intrinsèques,.